# Камбре (Коруња)
Камбре (шп. Cambre) град је у Шпанији у аутономној заједници Галисија у покрајини Коруња. Према процени из 2017. у граду је живело 24 141 становника.

## Становништво
Према процени, у граду је 2017. живело 24 141 становника.
| 2017.  |
| ------ |
| 24.141 |